# Línea 177 (EMT Madrid)
La línea 177 de la EMT de Madrid une la Plaza de Castilla con Marqués de Viana, atravesando el distrito de Tetuán.

## Características

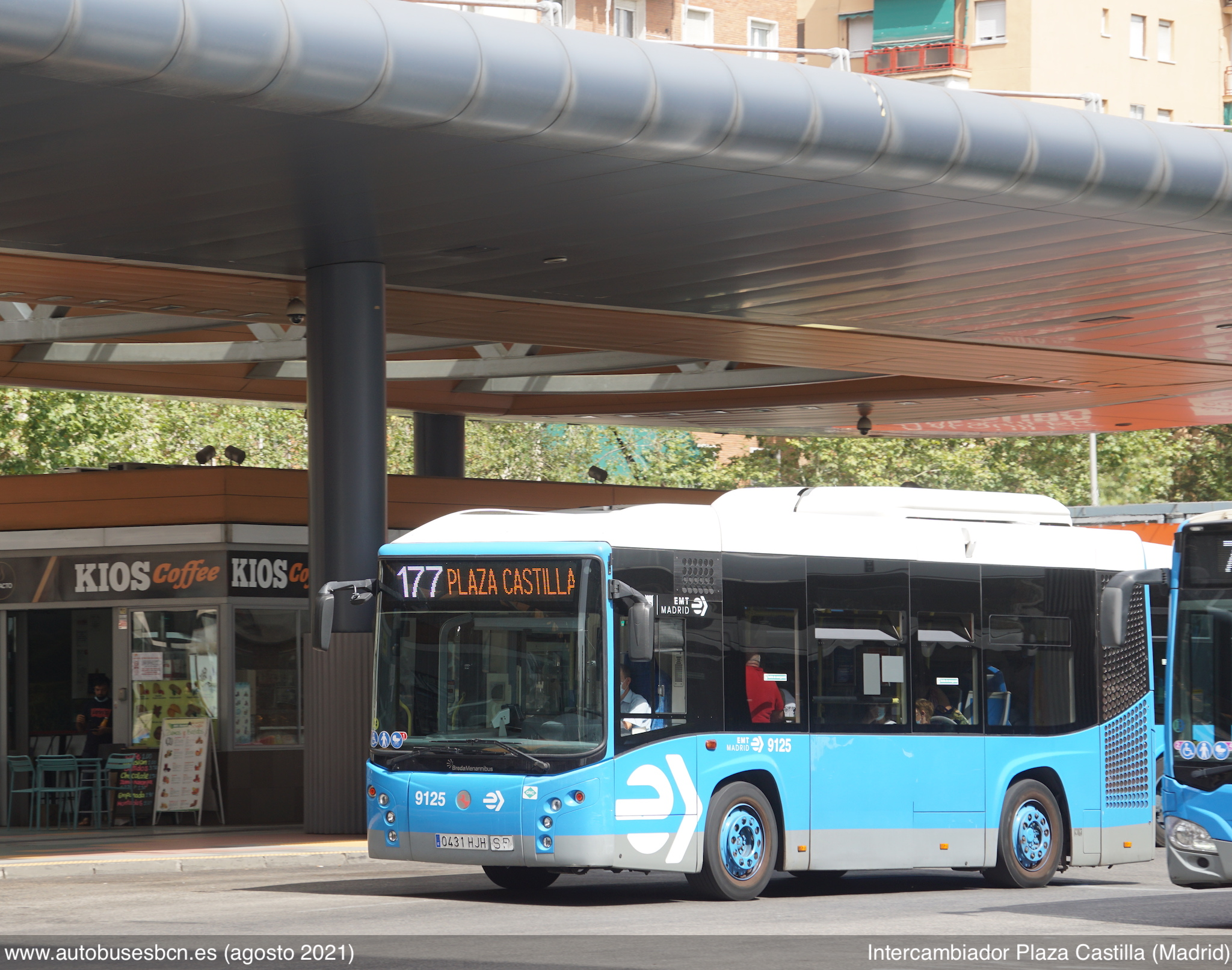
177 en el intercambiador de Plaza Castilla (Madrid), agosto de 2021.

Esta línea, creada en mayo de 2012, comunica la Plaza de Castilla con la calle Marqués de Viana, situada en el distrito de Tetuán, atendiendo así a una petición vecinal. Dado que esta línea circula por calles estrechas, el material móvil empleado son midibuses de 8 metros de largo (en lugar de los usados en el resto de la red, de 12 m), del fabricante italiano BredaMenariniBus.

### Frecuencias
| Lunes a viernes laborables |               |
| De 6:00 a 10:00            | 9-15 minutos  |
| De 10:00 a 20:00           | 15 minutos    |
| De 20:00 a 23:00           | 15-22 minutos |
| Sábados laborables         |               |
| De 6:00 a 23:00            | 22-25 minutos |
| Domingos y festivos        |               |
| De 7:00 a 23:00            | 22-30 minutos |

## Recorrido y paradas

### Sentido Marqués de Viana
| Código | Parada                                       | Común con | Conexiones con Metro | Otros |
| ------ | -------------------------------------------- | --------- | -------------------- | ----- |
| 5606   | PLAZA CASTILLA (intercambiador - dársena 50) | 129       | Plaza de Castilla    |       |
| 5798   | San Aquilino                                 |           |                      |       |
| 5799   | Plaza del Este                               |           |                      |       |
| 5800   | Matilde Landa                                |           |                      |       |
| 5801   | Plaza del Norte                              |           |                      |       |
| 5802   | Nador                                        |           |                      |       |
| 5803   | Sorolla-Avenida de Asturias                  |           | Ventilla             |       |
| 5020   | Avenida de Asturias-Pinos Baja               | 42        |                      |       |
| 5804   | Paseo de la Dirección-Molina                 |           |                      |       |
| 5805   | Paseo de la Dirección-Cantueso               |           |                      |       |
| 5806   | Plaza Calicanto                              |           |                      |       |
| 1537   | Blanco Argibay-Pinos Baja                    | 49        |                      |       |
| 5807   | Robledo                                      |           |                      |       |
| 3683   | MARQUÉS DE VIANA                             |           |                      |       |

### Sentido Plaza de Castilla
| Código | Parada                                       | Común con | Conexiones con Metro | Otros |
| ------ | -------------------------------------------- | --------- | -------------------- | ----- |
| 3683   | MARQUÉS DE VIANA                             |           |                      |       |
| 5808   | Aligustre                                    |           |                      |       |
| 5809   | Pinos Baja-Blanco Argibay                    |           |                      |       |
| 5810   | Pinos Baja-Arroyo                            |           |                      |       |
| 5811   | Pinos Baja-Molina                            |           |                      |       |
| 5812   | Avenida de Asturias-Pinos Baja               |           |                      |       |
| 5813   | Avenida de Asturias-Rosario Romero           |           | Ventilla             |       |
| 5814   | Joaquín Dicenta                              |           |                      |       |
| 5815   | Mártires de la Ventilla                      |           |                      |       |
| 5816   | Mártires de la Ventilla-Castellana           |           |                      |       |
| 5606   | PLAZA CASTILLA (intercambiador - dársena 50) | 129       | Plaza de Castilla    |       |